# 絓秀実
絓 秀実（すが ひでみ、1949年4月1日 - ）は、日本の文芸評論家。本名は菅秀実。
妻は詩人で自然美容法研究家の筏丸けいこ（本名・菅圭子）。埼玉県坂戸市在住。

## 略歴
新潟県小千谷市出身。小千谷市立東小千谷中学校、新潟県立長岡高等学校卒業。代々木ゼミナール（世田谷寮）を経て、1969年学習院大学文学部哲学科に入学（後に中退）。
「日本読書新聞」編集長、「杼」編集員。1978年4月からサンリオ出版部アシスタント・エディターを務めたが、組合闘争のため、同年10月6日に解雇される。
コーネル大学客員研究員（1990年9月から1年間）及びコロンビア大学客員研究員、日本ジャーナリスト専門学校専任講師（1998年3月迄）を経て、2002年より近畿大学国際人文科学研究所特任教授、2015年定年。

## 思想と評価
柄谷行人・中上健次からは、1980年代後半「彼の才能を疑ったことは一回もない」と評価された。日本読書新聞編集時代、蓮實重彦に文芸批評を初めて書かせ、世に出るきっかけをつくった。吉本隆明・花田清輝論争は吉本が勝利したというイメージが常識だった時代に、純粋に議論的には花田が優位であると指摘した 。
自身を「ルンペンプロレタリアート」と規定。
『革命的な、あまりに革命的な』によれば、68年革命とは「さまざまに対立・拮抗する諸理論・諸思想が、その核心を穿つことを目指しながらも重層的な「誤認」を重ねた果てに可能となった「革命」に他ならない」という。またネオリベラリズムについて、「ネオリベとは、市民社会の基底をなしていた商品生産と商品市場が規律/訓練の装置たりえなくなった時代の市場原理主義だとすれば、商品市場が規律/訓練の場たりえた時代の市民的倫理であるリベラリズムでネオリベを批判することは不可能」とし、「現代のネオリベラリズムが、市民社会の抽象化=普遍化の装置が機能失調をきたしたところで、その空洞化した機能を顕揚しているという背理を犯している」「それが生み出しているのは、そのカリカチャーであるディラーやベンチャー企業家と、ドロップアウトしつつあるルンペンプロレタリアートや圧倒的な「下流」であることは誰もが知っている」と分析した。そのうえで、絓は「現在の問題は、規律/訓練型の自治的組織が無効になったとき、それ以降に何を構想するかということなのである」と述べた。

## エピソード
- 先祖三代続く教師の家系の生まれで、父親（1920年12月7日-2016年）は小千谷高校教諭で、勤務評定反対闘争に携わっていた。
- 小林よしのりの『ゴーマニズム宣言6』及び『ゴーマニズム宣言7』に登場。『「超」言葉狩り宣言』及び『「超」言葉狩り論争』所収の小林批判に対する反論を受けた。井土紀州のドキュメンタリー映画『LEFT ALONE』では主人公格で登場。
- 「絓（糸+圭、U+7d53）」は、JIS X 0208に含まれていない（JIS X 0213には含まれている）。「秀実」は「秀美」と誤記されることがある。

## 著書・論文

### 単著
- 『花田清輝　砂のペルソナ』講談社 1982年
- 『メタクリティーク』国文社 1983年
- 『複製の廃墟』福武書店 1986年
- 『世紀末レッスン』パロル舎 1987年
- 『探偵のクリティック 』思潮社 1988年
- 『小説的強度』福武書店 1990年
- 『詩的モダニティの舞台』思潮社 1990年 のち増補新版、論創社
- 『文芸時評というモード　最後の／最初の闘い』集英社 1993年
- 『「超」言葉狩り宣言』太田出版 1994年
- 『日本近代文学の〈誕生〉　言文一致運動とナショナリズム』太田出版 1995年
- 『「超」言葉狩り論争』情況出版 1995年
- 『大衆教育社会批判序説』秀明出版会 1998年
- 『小ブル急進主義批評宣言　90年代・文学・解読』 四谷ラウンド 1998年
- 『「帝国」の文学　戦争と「大逆」の間』以文社 2001年
- 『革命的な、あまりに革命的な 　「1968年の革命」史論』作品社 2003年
- 『JUNKの逆襲』作品社 2003年
- 『1968年』ちくま新書 2006年
- 『吉本隆明の時代』作品社 2008年
- 『反原発の思想史　冷戦からフクシマまで』 筑摩選書 2012年
- 『天皇制の隠語』 航思社 2014年
- 『タイム・スリップの断崖で』書肆子午線 2016年
- 『絓秀実コレクション1　複製の廃墟──文学／批評／1930年代』blueprint 2023年
- 『絓秀実コレクション2　二重の闘争──差別／ナショナリズム／1968年』blueprint 2023年

### 共著
- 『批評のトリアーデ 〜 文学の内部と外部をめぐる最前線のクリティックを解き明かす』 （渡部直己・江中直紀・蓮實重彦・柄谷行人・中上健次、発行・トレヴィル、発売・リブロポート、1985年）
- 『それでも作家になりたい人のためのブックガイド』渡部直己、太田出版、1993年
- 『それでも心を癒したい人のための精神世界ブックガイド』（いとうせいこう・中沢新一）、太田出版、1995年
- 『皆殺し文芸批評 〜 かくも厳かな文壇バトル・ロイヤル』（柄谷行人・清水良典・島弘之・富岡幸一郎・大杉重男・東浩紀・福田和也）、 四谷ラウンド、1998年
- 『ニッポンの知識人 〜 言論戦士の通信簿』（高澤秀次・宮崎哲弥）、KKベストセラーズ、1999年
- 『テロルと国家』（福田和也・佐伯啓思・西部邁）、飛鳥新社、2002年
- 『必読書150』 （柄谷行人・浅田彰・岡崎乾二郎・奥泉光・島田雅彦・渡部直己）、太田出版、2002年
- 『昭和の劇 〜 映画脚本家 笠原和夫』（笠原和夫・荒井晴彦）、太田出版、2002年
- 『「知」的放蕩論序説』（蓮實重彦・渡部直己・守中高明・菅谷憲興・城殿智行）、河出書房新社、2002年
- 『新・それでも作家になりたい人のためのブックガイド』 渡部直己、太田出版、2004年
- 『LEFT ALONE 〜 持続するニューレフトの「68年革命」』（井土紀州・松田政男・西部邁・柄谷行人・津村喬・花咲政之輔・上野昻志・丹生谷貴志）、明石書店、2005年
- 『脱原発「異論」』 （市田良彦・王寺賢太・小泉義之・長原豊） 作品社、2011年
- 『アナキスト民俗学　尊皇の官僚・柳田国男』 木藤亮太、筑摩選書、2017年
- 『生前退位‐天皇制廃止‐共和制日本へ』堀内哲編、杉村昌昭、斎藤貴男、下平尾直共著、第三書館、2017年
- 『対論 1968』笠井潔、聞き手：外山恒一、集英社新書、2022年

### 編書
- （中上健次著、柄谷行人との共編）『中上健次発言集成 1〜6』 第三文明社
  - 『中上健次発言集成 1』（対談 1） 1995年 ISBN 4-476-03189-7
  - 『中上健次発言集成 2』（対談 2） 1995年 ISBN 4-476-03196-X
  - 『中上健次発言集成 3』（対談 3） 1996年 ISBN 4-476-03203-6
  - 『中上健次発言集成 4』（対談 4） 1997年 ISBN 4-476-03206-0
  - 『中上健次発言集成 5』（談話・インタビュー） 1996年 ISBN 4-476-03198-6
  - 『中上健次発言集成 6』（座談・講演） 1999年 ISBN 4-476-03216-8
- （単独での編）『1968』（知の攻略 思想読本 11） 作品社 2005年 ISBN 4-86182-009-X
- （花咲政之輔との共編）『ネオリベ化する公共圏 〜壊滅する大学・市民社会からの自律』 明石書店 2006年 ISBN 4-7503-2327-6

### 書誌
- 山本均編「絓秀実 書誌」（『重力02』掲載）に詳しい。